# Nong động mạch phổi bằng bóng
Nông động mạch phổi bằng bóng (BPA) là một thủ thuật xâm lấn tối thiểu mới nổi để điều trị tăng huyết áp động mạch phổi mạn tính (CTEPH) ở những người không phù hợp với phẫu thuật cắt phổi động mạch phổi (PTE) hoặc vẫn còn bị tăng áp phổi.
Phương pháp này sử dụng bóng bay để mở các động mạch phổi đã bị thu hẹp hoặc bị chặn bởi các mạng, dải và mô sợi và do đó khôi phục lưu lượng máu đến phổi, giảm khó thở và cải thiện khả năng chịu đựng tập thể dục. Vẫn còn nhiều dữ liệu về tính an toàn và hiệu quả của nó.